# Angistrisoma
Angistrisoma is een geslacht van hooiwagens uit de familie Cranaidae.
De wetenschappelijke naam Angistrisoma is voor het eerst geldig gepubliceerd door Roewer in 1932. 

## Soorten
Angistrisoma omvat de volgende 2 soorten:
- Angistrisoma atrolutea
- Angistrisoma fusca